# プリンプリン物語の訪問地とゲストキャラクター
プリンプリン物語の訪問地とゲストキャラクター（プリンプリンものがたりのほうもんちとゲストキャラクター）では、人形劇『プリンプリン物語』で少女プリンプリンが訪問した土地と、そこで登場したゲストキャラクターについて記す。

## アルトコ市
アル国アルトコ県にある都市。赤ん坊の頃のプリンプリンとモンキーが沖合いの海で漁師に拾われ、その後15歳になるまでプリンプリンたちはこの町で暮らした。この町でボンボン、オサゲ、カセイジンと出会い友達になる。花のアナウンサーが所属するアルトコ市中央テレビ（略してアル中テレビ）もこの町にある。アル中テレビの番組でプリンプリンの祖国探しのメッセージを放送したことが発端となり、ランカーに見初められることになった。
また、シャーレッケ/ワット・マイホーム夫妻に出会い、世界的動物学者であるワット博士が「モンキーは世にもめずらしい南のオサラムームー猿か、さもなくば北のタンガラトントン猿である」という見立てに基づき、まずはオサラムームーを目指してプリンプリン一行の長い旅がスタートした。
ガランカーダからの船の直行便が出ている。
漁師たち
声 - 緒方賢一、山田俊司（現・キートン山田）、八木光生
15年前、その赤ちゃんとモンキーを拾った。名前をつける際に彼らの知る限りの名前を列挙した「名前の歌」を歌い、やっと「プリン」という名前に辿り着き、モンキーの求めで名前を重ねて「プリンプリン」と名づけた。
このエピソードは『新約聖書』のイエス・キリスト誕生の話をイメージしているという指摘がある。
市長
声 - 斎藤隆
アルトコ市の市長。プリンプリンが拾われた際、世界中に「『プリンセスの落し物』に心当たりのある国はすぐ連絡して欲しい」と緊急連絡をしたが、どこからも応答はなかった。他に部長、課長、係長がおり、身体の基本パーツは同じだが、細部が微妙に異なる。総集編では必ずといっていいほど出演機会の与えられる、恵まれたキャラクター。
署長
声 - 斎藤隆
アルトコ中央警察の署長。武器商人ランカーからパトカー50台の寄付を受けており、彼を善人だと信じ切っている。そのため、「ランカーに誘拐された」と被害を訴えたプリンプリンの話を聞き入れようとしなかった。人形は市長の衣装を変えて流用しており、同じように部長、課長、係長の人形も捜査部長、捜査課長、捜査係長として登場している。
県知事
声 - 滝口順平
アルトコ県の県知事。総理大臣の代理として署長と共にランカーの元を訪れ、パトカー50台を寄付した彼への返礼に勲章を贈る。鼻がとても長い。

## ダマスクセ
世界を股にかける武器商人、ランカーが経営するランカー商会の本部がある都市で、第一回放送時から最終回近くまで登場するがプリンプリン一行が何か目的があってここを訪れたことはない。基本ランカー商会の内部しか映らないので、都市としての詳細は不明だが、商会本部の窓に映る背景から工業都市であることがうかがえる。ランカーとヘドロは普段はここに居座り、テレビ電話を使ってヘンナキブンやシドロ・モドロに命を下す。彼らが自ら動く必要があるときは、チンタムに留守を任せ、ランカー所有の黄色い自家用ヘリコプターや自家用潜水艦を使って目的地（たいていはプリンプリンの訪問国）へ出向くので、ヘリポートや港もあるらしい。

## ラセツの国
2万5千年前に滅んだ古代インド南部の国。ラセツの女王によると、ラセツの国は悪魔の子孫が住む国で、人間のような姿をしているが顔がなく、人間を食べて生きている。国王が「自分にも女王にも似ていない」という理由で生まれたばかりの王女シータを捨てたため、シヴァの神の怒りにより国が滅び、国王以外の人々は全員死に絶えてしまう。
オサラムームーに向かうプリンプリンたちは、「時の流れのない島」に迷い込み、女王によってラセツの国に連れ去らわれてしまう。島には「未来」「現在」「過去」という船着き場があり、ラセツの国へは「過去」から向かうことができる。
ラセツの王
声 - 関根信昭
「悪魔である自分に天使のような娘が生まれるはずがない」と考えて娘シータを捨てたため、シヴァの神の怒りに触れ国が滅ぼされてしまう。自身もシヴァの神の怒りにより死ぬことを許されず、首を切り落としても死ねない身体になってしまう。背中側にも折りたたまれた腕が一対あり、興奮すると4本の腕を振り回す。
ラセツの女王
声 - 中村恵子
既に死んでいるが成仏できず、プリンプリンが乗っていた箱舟と同じ形のタイムマシンに乗り、娘を探して時空を彷徨っている。プリンプリンを自分の娘シータと呼んでラセツの国へ連れ去ろうとするが、アルトコ市ではボンボンに邪魔されて失敗。その後、オサラムームーに向かう黄色い潜水艦に乗り込み「時の流れのない島」に誘導し、プリンプリンをラセツの国に連れ去る。シータに対する愛情はあるが、夫がプリンプリンを火あぶりにすると言い出した際には、本物の娘だから死なないと信じているため賛成した。
普段は女性の仮面をつけているが素顔はドクロのような醜い顔で髪の毛は蛇であり、かなり怖い雰囲気を醸し出していた。後の総集編で魔女やキャプテン・チックと共に「お化け屋敷」のメンバーとして再登場した。
シヴァの神
声 - 新道乃里子
ラセツの国で崇められていた神。ラセツの王は女王が連れてきたプリンプリンが本物のシータかどうかをシヴァの神に問うため、神殿で火あぶりにしようとするが（本物のシータなら神の加護で助かり、そうでないなら焼け死ぬという理屈）、それがさらなる神の怒りを招き、ガルーダの姿で現れて王と女王を吹き飛ばしてしまう。プリンプリンたちに「ここはあなたたちのいるべき場所ではない」と諭し、ジェット旅客機に変身して「時の流れのない島」に送り届ける。

## ひょうたん島
ドン・ガバチョ
声 - 藤村有弘
かつてNHKで放送され一世を風靡した人形劇『ひょっこりひょうたん島』の主人公。アルトコ市からオサラムームーを目指して出港した黄色い潜水艦で漂流するプリンプリン一行に近付いてきた「ひょうたん島」に一人で住んでいた人物。彼以外の人物は皆ひょうたん島から出て行ったり亡くなってしまったとのこと。プリンプリンは彼のことは知らなかった。プリンプリン物語へのエールを残して、ひょうたん島と共に去って行った。

## オサラムームー王国
南洋の小さな島国。ほぼ円形で、島の中心には活火山のオサラ山がある。怠け者の神が島を作ったため、その子孫である島民たちも怠け者ばかりだが、ただし王族は内政と他の国との付き合いがあるため、王族に使える使者のみ働いている。しかし、オサラ山が噴火（退屈した神のあくびという言い伝え）した時だけは、島民全員が神を喜ばせるために火祭りの準備を行う。「腹減った」と言うと椰子の実が落ち、「もっとなんか食いたいよー」と言うとオサライモという芋が生えてきて、島民たちはそれらを食料としている。人種的特徴は明らかに南洋系で、頭髪が緑という共通点である。王子達の王位争奪によってオサラムームーが分裂して、戦争になりかけたが、オサラ山の大規模噴火による地殻変動で、オサライモが出てこなくなった。
『オサラムームー国歌』（作詞：石山透 / 作曲：小六禮次郎 / 歌：三田松五郎、友部光子 ほか）は、
立っているよりも　寝ている方がいーい♪　働くより　楽した方がいーい♪
なんにもないことが　なにより一番いいことだ♪　オサラぁー　ムームー　王さまぁ　バンザぁーイ!
という歌詞で、編曲は賛美歌調である。
動物学者のワット博士によると、プリンプリンが海で発見されたときに箱に同乗していたモンキーがオサラムームー猿かタンガラトントン猿である可能性が強いとされたため、祖国ではないかと訪れたが、この国には猿は一匹もいなかった。
原作者の石山は具体的な地名は述べてはいないものの、本作執筆前に構想を得るため南の島を旅してきたとグラフNHK 1979年5月号誌中で述べており、モデルはナウルと推察される。
ジョン・ターカー/オサラムームー12.5世
声 - 山田俊司
元はニューヨーク、ブルックリン出身の靴のセールスマン。10年前に1枚の写真を目にして、国民の誰もが靴を履いていないことに着目し、これは売れるとオサラムームーに靴のセールスに訪れるが、オサラムームー人は全員裸足なのでそもそも靴が必要なく、まったく売れず困っていた。途方に暮れているとき見かけた「王さまになる人募集中」の看板をきっかけに立ち寄った先が実は王宮で、臨終の際にあった先王オサラムームー12世に請われ、後述の3人の王子が帰国するまでの間、臨時代理の王を務める羽目になった。12.5世なのは、王子が即位すれば13世になるため。メリーに唆され、ボンボンに王位を押し付けてハングライダーで逃走。帰国後メリーと結婚した。
登場シーンで口笛を吹く癖があり、いかにも欧米人風のなまりのある日本語やカタコタ英語で喋る。王位を押し付けたりジェットコースターにブレーキを付け忘れたこともあるが、基本的には協力的で良い人である。
その後のエピソード（アクタ共和国編、マンガン王国編、ニューヨーク編）にも登場したが、その度にセールスする商品が変わっていた。名前は、放送当時第39代アメリカ合衆国大統領だったジミー・カーターの名にちなんでいる。
メリーさん
声 - 増山江威子
ターカーの婚約者。オサラムームーではハングライダーで空を飛ぶことが多い。高校生の時にターカーと知り合い、卒業する際に婚約する。しかし、ターカーはオサラムームーに行ったきり音信不通になってしまい、10年後に居場所が判明したターカーに会うためオサラムームーにやって来る。
ターカーと結婚するために彼を連れてアメリカに帰ろうと考え、寝ているボンボンを誘惑して王位を押し付けてしまい、ターカーと共にハングライダーで帰国した。
オサラムームー12世
声 - 斎藤隆
オサラムームーの先代国王。風邪をこじらせて病死するが、王子たちが日本に留学中だったため中継ぎの王を探し、偶然通りかかったターカーを臨時代理の国王に選ぶ。
アイ王子・マイ王子・ミイ王子
声 - 井上和彦（アイ）、三ツ矢雄二（マイ）、水島裕（ミイ）
先王オサラムームー12世の王子たち。父王の「他の国民のような怠け者にさせないため」という意向で日本に留学していたが、父王の死により揃って帰国。プリンプリン一行は王子が帰国するまでこの地に留まることになるが、王位を巡って兄弟で争いを始めてしまう。
アイうば・マイうば・ミイうば
声 - 里見京子　（アイ）、中村恵子（マイ）、新道乃里子（ミイ）
王子たちの乳母。日本留学に同行していた。ライバル心を持っている。
ジィドロ、バァドロ
声 - 三田松五郎（ジィドロ）、友部光子（バァドロ）
シドロの両親。名前はカセイジンからクイズ形式で出された。3人の王子のどの国について行くかで、夫婦喧嘩を始めてしまう。
キャプテン・チック
声 - 近石真介
200年近く前にオサラームームー近辺を根城にしていた大海賊。300隻の船を襲い、800人を殺して奪った財宝をオサラムームーの地底に隠している。死後は亡霊になり、自分に代わり財宝を手にする資格がある者（自分同様の悪党）が来るのを待ちその者に試験を課す。光が苦手なため、地上に姿を現す際は周囲を暗くするため、すぐに居場所がバレてしまう。
表向きは善人を装っているランカーを小悪党と思っているが、ランカーからは「時代遅れ」と一蹴されてしまう。また、ワット博士から珍しい生き物として解剖されそうになり逃げ回っている。ヘドロに巨大なサーチライトから大量の光を浴びせられ、(死して後亡霊となってから)ふたたび亡き者にされるが「亡霊の亡霊」となり、しつこく再登場する。アクタ共和国編に再登場。
ピコピコ
声 - 吉田理保子
火祭りの際に神様に捧げる踊りを踊る少女。ヘドロから「ランカーのために踊れば、ひぃーばぁーを助けるための名医と薬売り（実際はシドロとモドロの変装）を紹介する」と言われ、曽祖母からの言いつけを破りランカーのために踊ってしまう。オサゲと仲良くなるが、飛行機事故（実はヘドロの仕業）に巻き込まれて死んでしまう。
ひぃーばぁー
声 - 里見京子
99歳になるピコピコの曽祖母。自分の寿命が近いことを受け入れており、ピコピコに「神様以外のために踊ってはいけない」と告げ、彼女がランカーのために踊りに行っている間に死んでしまう。
ネプチューン
声 - 川久保潔
海の神様。海で亡くなった人の魂を連れて行くという伝説がある。ジャン・ポン編で戦いの神として崇められて再登場する。さらに氷の島編において、ランカーのミサイルによって海底に閉じ込められたプリンプリン一行の乗るネッシー号を救う。
旅行者
声 - 緒方賢一、関根信昭、山田俊司
オサラムームー編のレギュラーではないが、便宜上初登場したここで解説。ジャッポン（後述）からの観光客で、半日ほどでオサラムームーの観光に飽きてしまい次の観光地に向かう。プリンプリンを無断で撮影して顰蹙を買ってしまう。

## アクタ共和国
プリンプリンたちがランカーから奪った超音速飛行艇コンコルトン号でタンガラトントンに向かう途中、領空侵犯したとして拿捕・連行された国。投獄されたものの、ルチ将軍が武器商人ランカーと大親友だったため、釈放されて名目は客人として宮殿に軟禁される。
内陸国であり、国の中央付近をアクタ川という大河が流れる。かつてはアクタ王国だったが、15年前にルチ将軍がクーデターを起こし、国王アッテンジャーIII世及び王妃は機関銃に倒される。共和国になってからは「命令への絶対服従」「デモやストライキの禁止」「密告の奨励」「手紙の検閲」などを憲法で謳い上げる。全体主義体制を敷いており、共和国を称しながら内閣と国会はおろか裁判所すら存在せず、法律の制定や裁判の執行はすべてルチ将軍が一人で行っている。そのため、アクタ共和国には議員も弁護士もいない。
クーデターの際、当時5歳だった王子と3歳の王女、そして生まれたばかりで名前の付いていなかった王女という3人の幼い王族が行方不明になったという情報から、プリンプリンたちは、その生まれたての王女がプリンプリンではないかとして調査を始める。ただし、アクタ犬という軍用犬にも使われるイヌが多いため、サルは生息していない。
「世界で一番優れた民族」といって憚らない国歌を持ち、空き缶を所構わず捨てる国民性がある。反面、子供にも選挙権・被選挙権を認めるなど一見民主的な一面もあり、プリンプリンはその選挙に立候補している。
全体的な雰囲気はナチス・ドイツを連想させつつ、放送当時ピノチェト政権下にあったチリ共和国を風刺する様子も見られる。また、ジプシーの兄弟（後述）が抵抗運動をするなど、中欧・東欧風の設定も見られる。ただし首都名のアクタラバードには、西・南アジア風にペルシア語の接尾辞が付いている。
ルチ将軍
声 - 神谷明
アクタ共和国の軍人政治家で同国の支配者。サルバドール・ダリの絵からヒントを得たかのような巨大な頭部が特徴。初期の頃は眼鏡を掛けていたが、舞台がアクタラバードに移ってからは掛けなくなった。その独特な声色と台詞回しによる公言「知能指数は1300!」というフレーズが放送当時の流行語となり、『プリンプリン物語』を語る上で欠かせないものの一つとなった。またこの頭部は銃弾をも跳ね返し、磁石にひっつく。好物は「アクタラジュース」という缶ジュースで、部下と共に事あるごとにこのジュースで乾杯をし、空き缶をポイ捨てする、というのがお決まりの行動である。
形式的には三年ごとの支配者選挙で選ばれた指導者だが、アクタ共和国最初の支配者選挙で他の立候補者を殺害したことに加えて、「ルチ将軍に投票したい者は投票しなくていい」「無投票はルチ将軍に投票したとみなす」「ルチ将軍以外に投票するものは投票箱を自分で用意すること」「ただしそんなことをしたら死刑」という滅茶苦茶な選挙4原則のために、強力な独裁体制が確立している。
世界征服の野心を持ち、その第一歩として隣国トナリーランドへの進攻を計画しランカー商会から大量の兵器を購入しているが、巨大磁石により磁力線が乱れた影響で「最新新型大量殺人ヒ・トゴロチ爆弾」なる大量破壊兵器で敵対者を地球ごと吹き飛ばそうとするに及んで、さすがのランカーも鼻白んだ。その正体は隕石として宇宙から飛来した頭部だけの生命体であり、王家の谷の墓に納められていたのが墓守の体を乗っ取って人間に成りすましたものだった。プリンプリンとシャーレッケ・マイホームを殺害しようとしたが、モンキーが投げた手榴弾で戦車の外に放り出され、ベベルに首を切られた頭部の意識が消滅して、隕石に戻り当初王家の谷の墓、その後宮殿の金庫に納められたが、宮殿内で爆発した「ヒ・トゴロチ爆弾」のエネルギーを吸収して宇宙に帰っていった。
ヘムラー大佐
声 - 関根信昭
ルチ将軍配下の幹部軍人でアクタ共和国の前線司令官。腹心としてルチ将軍の命令を実行するがいつも詰めが甘く、作戦は失敗続きのヘタレっぷりが特徴で、ステッラからは「ヘムラー・ヘッポコ大佐」と言われてしまう。ルチ将軍が倒された後は支配者の座を争ってステッラと内戦を引き起こすが、「ヒ・トゴロチ爆弾」の爆発に巻き込まれ負傷する。
ステッラ
声 - 里見京子
ルチ将軍配下の女性幹部軍人で、高圧的な態度で周りを見下すプライドの高い性格。元々はヘムラー大佐の部下だったが、ヘムラー大佐が居留守を使ってランカーからのテレビ電話に出なかったことを密告したことでルチ将軍の側近に出世する。ボンボンをナンパしている。ルチ将軍の生前からヘムラー大佐と熾烈な権力争いを展開しており、ルチ将軍が倒された後は内戦を引き起こすが、ヘムラー大佐と共に「ヒ・トゴロチ爆弾」の爆発に巻き込まれ負傷する。
小姓
ルチ将軍の頭部をつっかえ棒で支えている少年。他の軍人と異なりルチ将軍と同じ柄の軍服を着ている。ルチ将軍と一緒に地球儀で遊んだり頭を撫でられたりと、ルチ将軍に可愛がられている。登場回数は多いが、劇中では台詞を発したことがない。
軍曹
声 - 緒方賢一
アクタ共和国の軍人でヘルメットを被った小太りの中年男性。上官のステッラにアゴでこき使われていた。バルンバ帝国以降はプリンプリン一行と共に旅をするレギュラーキャラに昇格。このためキャラの詳しい説明は「プリンプリン物語」の項を参照。
ベベル
声 - 三波豊和
流浪を続けるジプシーのリーダー。その正体はアッテンジャーIII世の遺児だった。反体制活動を続けながら、ルチ将軍を倒して国を元に戻す機会を窺っていた。プリンプリンたちと協力して、ルチ将軍をナイフで首と胴体を切断するが、警護の兵士に銃で撃たれ死亡した。
マノン
声 - 上田みゆき
ベベルの弟、とされていたが、エピソード終盤で実は少女でありアッテンジャーIII世の遺児であることが判明。兄ベベルとともにジプシーに身をやつしながらルチ将軍独裁の打倒を目指し、ついにこれを果たす。その後は王政復古したアクタ王国の王女として国を再建することとなった。
仙人
声 - 川久保潔
森に存在する人面樹。正体は王家の谷の墓守のおじいさん。15年前に墓に納められていた隕石に身体を奪われ、残された顔は木の中に封印されてしまう。心臓を撃たないように祈願した。ルチ将軍がベベルに倒された際に身体を取り戻し、再び墓守の仕事に戻る。
医者
声 - はせさん治
「世界一のドクター」と自称する医者。プリンプリンやボンボンが身分証明書や健康保険証を持っていないため、診察の条件として、賄賂を要求したが、裏切ってプリンプリンたちを密告した。
ワインシュタイン博士
声 - 斎藤隆
天文学者で、いつも酔っ払っている。王家の谷の秘宝である隕石がヒ・トゴロチ爆弾のエネルギーを得て、宇宙へ飛び去った後、夜空に突如現れた、変わった星を発見する。アクタ共和国編ではじめて登場するが、後にパリ編でも再登場し、パリの科学博物館に勤務していることが判明する。このとき、マイホーム夫妻に惑星直列とそれにより発生するヘントロピーに関する薀蓄を垂れ、一行のドオンブリカ訪問のヒントを与える。

## バルンバ帝国
ブラックホールに巻き込まれたプリンプリンたちが辿り着いた、ラテンアメリカ系の雰囲気の国歌を持つ国。神殿遺跡が多く残っている。皇帝はミイラと化しており、しかもその背後にはコンピュータが設置されていた。国民性は陽気だが国は貧しく、タクシーに自動車でなく動物を使っている程である。また、政治への不満を口にした国民は秘密警察によって容赦なく逮捕投獄されてしまう。総理大臣のプーチンはプリンプリンを皇帝に祭り上げ、被れば幸せな気分になり、政治への不満も感じなくなるランカー商会製「シアワセ帽子」を用いて国民を操ろうと画策したが、プリンプリンたちやインコの活躍で失敗した。
バルンバ帝国は太古には大変優れた文明を誇っており、月を目指す純金製ロケットまで作り上げていた。打上げられることなく放置されていたロケットは「シアワセ帽子」の代金としてプーチンからランカーへと引き渡されそうになるが、それを奪おうとしたシドロ・モドロが操縦してロケットを飛ばし、海中に没してしまった。のちの総集編で、飛行中のロケットをシドロ・モドロが地上から眺めながら「自分たちが操縦してるんじゃなかったか」とツッコミをいれるシーンがあった。
プーチン
声 - 山田俊司
バルンバ帝国の政治家で総理大臣。既に亡き者となった皇帝の権威を利用し、クスカと結託して帝国を牛耳る。シアワセ帽子を国民に被せて洗脳支配しようと企んだ。秘密警察「ゲーペー」を使って国民を監視するなど旧ソ連を思わせる部分もある。神官のような衣装以外に神秘的な部分はなく、科学技術に頼る俗物である。
クスカ
声 - 里見京子
バルンバ神殿の巫女。プーチンと結託して帝国を乗っ取ろうと画策。失脚後、プーチンと共に焼きトウモロコシの屋台を開いて生活する姿がバルンバ帝国編最終回のエンディングで見られた。
インコ
声 - 真理ヨシコ
反体制指導者で、プーチン体制崩壊後は大統領となる。キンダ・インコの娘で、ローラースケートを履いている活動的な少女。ルンバ風の曲調が印象的なバルンバ帝国の歌を毎回歌って踊っていた。運動音痴のため落ち込むカセイジンを歌で励ましたことから、いい感じの仲になる。

## マンガン王国
王族をはじめ、国民が皆漫画好きでいつも漫画を読んで笑っている国。レギュラーキャラの大半はトランプ用語からネーミングされており、その構成も手塚治虫原作のマンガ『リボンの騎士』に登場するシルバーランドに似ている。行方不明の王女かもしれない人物がプリンプリン以外にも複数現れ、誰が本物のプリンセスかを巡って騒動となった。
キング、クイーン
声 - 山田俊司、新道乃里子
マンガン王国の国王と王妃。共に無類のマンガ好きで、いつもマンガを読んでいる。十数年前に王女バカラ姫を誘拐されてしまい、彼女の行方を案じている。その行方不明の姫ではないかとして、プリンプリンとペリンペリン他が現れて騒動となる。「プとぺの歌」が持ち歌。
ジャック
声 - 柴田秀勝
キングの弟でありポーカーの父。軍事クーデターによってキングとクイーンを追い落とし、権力を握る。十数年前にバカラ姫を手下のジョーカーに誘拐させた。ポーカーを王位につけようと画策する。
ポーカー
声 - 里見京子
ジャックの一人息子。まっすぐな心根の少年で、自分を王位につけて権力を奪おうとする父親の野望を知って思い悩む。プリンプリンと仲良くなり、彼女が本当のバカラ姫であればよいと願っている。
モモンバ
声 - 滝口順平
けたたましい笑い声でいつも大笑いするお婆さん。
ペリンペリン
声 - 友部光子
旅のサーカス一座の花形スターである少女。プリンプリンと彼女のどちらが、行方不明になっているマンガン王国の王女かを巡って騒動になる。一座を連れてデルーデル編にも登場。
オレンジ仮面
声 - 増山江威子
マンガン王国の売れっ子漫画家。自分の人気マンガ「オレンジ仮面」と同じ名を名乗っている謎の人物。彼女こそがバカラ姫だった。
オチャノハッパ博士
ドリルで地面の掘りながら進む高性能地底装甲車モグラディーを開発した博士。容姿はほとんど鉄腕アトムのお茶の水博士そっくりである。ガランカーダ編で埋蔵ダイヤモンド鉱石の調査のため登場。

## ネチア
ネチアーナ伯爵夫人が所有する島で、ヴェネツィアをモデルとしている。住民はウサギ小屋のような小さな家に住み大家である夫人に高額の賃料を納めている。
ネチアーナ伯爵夫人
声 - 花形恵子
ネチア島の支配者たる大金持ちの伯爵未亡人。貴族らしく、常に白塗りの顔を扇子でひた隠す演出はしてはいるが、その演出を無に帰すかの如く、高らかに「おほほほほ」と騒々しく笑う。ランカーが会長を務める「世界お金持ちクラブ」の副会長で、ランカーとは旧知の仲。ヘドロとともに「世界お金持ちクラブの歌」を披露するが、彼女自身が担当するのは最後の掛け声だけである。おりにふれ、ランカーに一緒になって世界最強の金持ちになろうと再婚を迫るが、そのたびにランカーに逃げられている。ちなみにランカーは彼女を疫病神程度にしか思っておらず、陰では「あの女」呼ばわりしている。孫のネチアンを溺愛し、甘やかして育ており、彼の花嫁候補を探している。15年前、息子夫婦とネチアンの妹を宇宙人にさらわれ、3人を探すために円盤型ジェット機を製造させたと語ったが、実際には偽りだった。デルーデル編、ウンゴロ連邦編に再登場。
ネチアン
声 - 水島裕
ネチアーナ伯爵夫人の孫の青年。宇宙服のような白い服装に身を包んでおり、頭はなぜかスキンヘッド。祖母である伯爵夫人に甘やかされて育てられたため、お坊ちゃんで身勝手な面があり、何かにつけ「おばあさまぁ～」と甘え声で祖母におねだりする。プリンプリンを気に入って花嫁にしようとする。デルーデル編に再登場。

## ジャン・ポン・ケントッキー
大統領が統治する国・ジャンと、書記長が統治する国・ポンの戦争の真っ只中にプリンプリンたちは訪れてしまう。両国の戦争はイラン・イラク戦争をモチーフとしている。ケントッキーはジャンとポンに挟まれ、戦火に苦しむ新興国家で、名前はアメリカのケンタッキー州、体制その他はイランと中華人民共和国をモデルにしている。キング・ドロベロはジャンとポンを滅ぼして大国になろうとするが、ドロベロ失脚後は平和な国を目指す。
キング・ドロベロ
声 - 柴田秀勝
ケントッキーの王。しかし実は偽者で、本名はジゴロドジゴロリアン。本物のドロベロに瓜二つなため、ケントッキーの秘宝「スター・オブ・トッキー」を狙って、パリで病死したドロベロに成りすました。自らプリンプリンの父と名乗るが、実はランカーの援助を期待してのことだった。しかしランカーから売ってもらった武器は、オールド・ロング・ジョーという、図体ばかりデカくてどうしようもない旧式の大砲だったりする。同じ顔のドロベロ首相とドロベロ司令官がおり互いに自分が本物だと主張していたが、後に結託し、さらには自身の母親も交えてドロベロ4人組の共同統治体制を敷こうとする。語尾に「なのだ」を付けて話す癖がある。デルーデル編にも登場する。
ドロバンバ
声 - 真理ヨシコ
ドロベロ（ジゴロリアン）の母親。欲深い人物で、3人のドロベロと「ドロベロ4人組」を結成してケントッキーの支配を企む。
テリー
声 - 一城みゆ希
パリに住むジゴロリアンの娘。父親を追ってケントッキーにやってきた。プリンプリンと仲良くなり、彼女に間違われて誘拐されてしまう。父親のジゴロリアンには早く悪いことから足を洗って、病気の母親と3人でパリで暮らすことを望んでいる。言葉遣いが下町風味の明るい少女。「スター・オブ・トッキー」を持ってパリに帰ってしまい、騒動が大きくなる。デルーデル編にも登場。
ウィリー
声 - 石丸博也
ケントッキーに住む青年。ドロベロたちによる独裁政治に反対し、ケントッキーを民主的な「陽気で楽しい国」にするための運動を展開。エピソード終盤で、この国の王の子は王女でなく王子である事が明らかになり、それが彼だと判明。彼自身とケントッキーの将来を左右する大きな決断をする。
マッシュルーム博士
声 - はせさん治
ジャンとポンに誘拐され、人質となったプリンプリンを助けるため、ランカーの繰り出した新兵器、笑いガスの開発者。キノコの専門家で、頭の造形、および笑いガスを詰めた気球もマッシュルームそのものの形をしていた。笑いガスはワライタケの成分を抽出し、気化させたもの。その笑いガスを詰めた気球をジャンとポンの上空で爆発させ、一帯を爆笑の渦に巻き込んだ隙にプリンプリンを助け出すといった作戦を立てたランカーだが、実際に誘拐されたのはプリンプリンではなく彼女に間違えられたテリーで、さらにヘンナキブンを乗せた気球は思わぬ風に吹かれ、パリ上空に飛ばされた後カラスにつつかれ爆発。パリ一帯が爆笑の渦に巻き込まれ、その事故を伝えていたアル中テレビを見た世界中の人にも伝染して、登場人物の誰もが笑いが止まらず、放送にならないということ人形劇を中断したことがある。

## パリ～カッタルカ
パリは数少ない実名で出てくる都市。祖国を探すヒントを求めてやってくる。デルーデル編でも国外追放になったプリンプリンとカセイジンが送りこまれ、テリーやドロベロと再会する。カッタルカはドオンブリカに行くために通り道として訪れた町。
怪盗ロールパン
声 - 関根信昭
パリで活動する怪盗で、アルセーヌ・ルパンのいとこの親戚を自称。スター・オブ・トッキーを狙う。デルーデル編中のパリのシーンで再登場し、改心したドロベロ（ジゴロリアン）を唆してプリンプリン誘拐を企み、ランカーから身代金をせしめようとする。
ムッシュ・ウエマチ
声 - 田中崇（現・銀河万丈）
パリに住む世界的冒険家。プリンプリンを伴って、ドオンブリカへの通り道であるカッタルカに向かう。カッタルカから霧の中を通ってドオンブリカに向かう途中、プリンプリンとはぐれてしまい、そのまま本編では登場することがなかった。総集編においてプリンプリン一行が去ったあと、ドオンブリカに無事到着したことが確認された。
マイヨー
声 - 吉田理保子
「ドオンブリカへ行く」と言って家を出た冒険家の兄ポンチュンを探すため、象に乗って旅をしている少女。カッタルカからの旅の途中でプリンプリン一行と出会う。プリンプリンたちに遅れて彼女もドオンブリカに無事に到着し、ポンチュンとの再会を果たし、彼の口から自身の生い立ちの秘密を知らされた。

## ドオンブリカ
惑星直列の影響を受け、地球を離れ四次元の世界へと飛ばされた国。数年に一度元あった場所へと戻ってくる。地球を離れたのが中世の時代だったため、文化などは中世のままで止まっている。モデルになったのは、ハリウッドで映画化もされたミュージカル「ブリガドーン」。
ドオン殿下
声 - 屋良有作
ドオンブリカの名家ドオン家の若き当主。ブリカ家との対立が深まる中、プリンプリンを巡ってブリカ殿下との対立が激化し、ついに両家の武力抗争に発展。熱血漢でプリンプリンを危機から救出するなど行動派。
ブリカ殿下
声 - 関根信昭
ドオンブリカの名家ブリカ家の若き当主。上品な物腰の人物だが、プリンプリンがドオンブリカの王女であると聞き、プリンプリンに求婚する野心家の面も。舞踏会好きで訪問客をやたら踊りに誘う。
魔女
声 - 里見京子
罪人として火炙りの刑される所を大悪魔メフィストフェレスに魂を売り魔女となった。ドオン殿下とブリカ殿下は魔女に唆され、それぞれ相手がドオンブリカ国王を殺したと思い込んでしまった。また、王妃と王女の失踪の秘密の鍵も握る。捕まえたプリンプリンを渡す代わりに、自分に魂を売るようランカーに迫る。女が嫌い。
ブリコ
声 - 里見京子
ブリカ殿下の年少の弟。
のちに病死。
ドオンブリカの国王
遺体は箱に保管されている。
ドオンブリカの王妃
声 - 里見京子
行方不明になった赤子の王女を探すため、三次元と四次元のドオンブリカをつなぐ霧の中を、何年も彷徨い続ける。
レオナルド・ド・ビンチ
声 - 増山江威子
空を飛ぶための装置（腕と背中につける羽）と錬金術の研究をしている年配の発明家。「先生」と呼ばれている。たぶん女性。魔女に騙され、鉄の球からピストルを大量生産する機械を発明してしまう。
花の吟遊詩人
声 - つボイノリオ
吟遊詩人。花のアナウンサーそっくりで先祖のアナウンサーと称しているが、本当に先祖かどうかは不明。三次元半の世界と四次元のドオンブリカを自由に行き来可能らしい。「はべれけれの歌」が持ち歌。

## ピテカンドロップオシモサク
四十八次元人が住む宇宙基地。展望台があり、宇宙人の観光客が地球を眺めている。
オシモサク
声 - 山田俊司
展望台の建築者。分かり易いようにプリンプリン一行の前では「田吾作風」の三次元人の姿になった。ある意図から宇宙船をドオンブリカに送り、プリンプリンをピテカンドロップオシモサクへ招待する。
オシモサコ
声 - 中村恵子
四十八次元人の女性。オシモサク同様、尻尾のような機械によって三次元人の姿になる。

## デルーデル
花が咲き乱れる国で、モデルはオランダ。15年前にクイーンが女の赤ちゃんを産んだその日に、夫であるキングが死去してしまった。後述のマブダーシが「王が死んだのは赤ん坊の祟り」と言い、赤ん坊を箱のような船に乗せて川へ流してしまうように指示した。その際、クイーンは召使に命じて赤ん坊の産着のポケットに「月のひとみの花」の種を入れさせた。
モイヤー
声 - 三ツ矢雄二
プリンプリンが出会ったデルーデル人の少年。移動型の手回しオルガンを演奏しながら町を歩いている。プリンプリン一行をクイーンの居場所へと案内するなど色々協力をしてくれる。またプリンプリンがデルーデルの姫なら彼女ともっといられると、彼女に仄かな恋心も抱いていたようである。ランカー商会が花畑を潰して兵器工場を建設している事への抗議運動を行う。
クイーン
声 - 新道乃里子
デルーデルの女王。15年前に夫のキングと生まれたばかりのプリンセスを失ってからは、郊外の小さな小屋でひっそりと暮らしている。不時着したマイホーム夫妻に身の上を話したことから、マイホームはクイーンこそがプリンプリンの母ではないかと推理する。貧しかった少女時代はヨーデルの名手で、「アルプスの少女ハイチャ」と呼ばれていた。
マブダーシ
声 - 緒方賢一
デルーデル一番の実力者だった。プリンセスを川に流すことを命令した張本人。物語の10年前に部下のス～パゲッチの謀反により、権力の座を追われた。
ス～パゲッチ大統領
声 - 山田俊司
デルーデルの大統領。妻のマカロ～ニ夫人に頭が上がらない。息子のケ～チャップには甘く、オートバイを買い与えたりする。
マカロ～ニ夫人
声 - 松島みのり
大統領夫人で、デルーデルのポリス長官。気の弱いス～パゲッチを叱咤して実質的に国政を牛耳る。その権力維持のためには手段を選ばない。息子のケ～チャップが王位につくのに邪魔となるクイーンとプリンプリンをさらって、大統領官邸の「開かずの間」に監禁してしまう。
デルーデルの名門グ～ラタン家の出身で次期クイーンの最有力候補だったが、20年ほど前にプリンス（後のキング）がハイチャ（後のクイーン）に一目惚れしてしまったためクイーンに成り損ねる。そのためクイーン、そしてその娘かもしれないプリンプリンを深く憎悪している。
ケ～チャップ（中尾隆聖）
大統領夫妻の息子。かなりずうずうしい性格で、プリンプリンに一方的に一目惚れし結婚しようとする。王位につくために帝王学を学ばされているが、本人は乗り気ではない。ファンキーなロックとダンスが好きで、自室はディスコのようになっている。ジャッポン製の高性能オートバイ「ナナハン」を父親にねだって買ってもらい、初めての運転で強引にプリンプリンを同乗させて暴走するなど子供っぽい面が多かったが、プリンプリンとの出会いにより成長する。
デルメンデルメン教授
声 - 石丸博也
花の研究の世界的権威である植物学者。世界中の珍しい草花を集め研究している。日々草花に囲まれているせいか、花粉症と思われるくしゃみに悩まされている。
フラワー
声 - 秋山るな（現・あきやまるな）
モイヤーの幼馴染で、デルメンデルメン教授の助手をしている少女。教授のくしゃみを止めるおまじないが得意。オサゲに一目惚れされる。
花屋のおばさん
声 - 里見京子
フランスとデルーデルの国境の町フィンで花屋を営んでいる。花の国デルーデルに毎週、一級品の花を仕入れに出かけている。パリからTGVでやってきたプリンプリンとカセイジンを車でデルーデルまで送り届ける途中、ある一人の少女の悲しい生涯を彼女らに伝える。
モンキッキ
声 - 堀絢子
ペリンペリンが連れて来たサーカス一座のサル。区別のためにリボンをつける程モンキーに瓜二つ。ワット博士によると正真正銘のタンガラトントン猿らしいが、トントンによればタンガラトントンに猿は存在しないらしい。

## ジャッポン
デルーデル編の登場人物たちの会話の中に登場する東洋の経済大国。あくまで名が登場するだけで、プリンプリン一行はこの国を訪問していない。ランカー商会の商品よりも高性能・高品質のオートバイ、自動車、テレビ、コンピュータを生産し抜群の経済力を持つが、ランカー商会からはあまり武器を購入しないので、ランカーはこの国をあまり良く思っていない。華道、茶道、着付け等の文化を持ち、ヘドロがそれらを嗜んでいる。また、オサラームームーの節で前述した3人の旅行者が再登場した。関西弁の混じった言葉を話す。

## 氷の島
タンガラトントン目指してゴリラ型飛行船で移動するプリンプリン一行が降り立った場所。実際にはタンガラトントンではなく、海に浮かぶ氷の島で、一晩で割れて海上を漂流し始めてしまう。
トントン
声 - 富山敬
氷の島の上で途方に暮れていたプリンプリンたちの前に、ネッシー号に乗って現れたタンガラトントン人の青年。プリンプリンたちをタンガラトントンまで送ろうとする途中、ランカーの発射したミサイルの誤爆によってネッシー号が海底に閉じ込められてしまう。その後、海神ネプチューンに助けられる形でプリンプリン一行と共にニューヨーク、そしてウンゴロ連邦へ向かう。理知的で行動力もあり、ウンゴロ姫に関する詳細な調査をしたりガランカーダ行きを提案するなど、終盤のプリンプリンの祖国探しにおいて重要な役を担う。プリンプリンを巡ってボンボンと恋の鞘当をしたこともあった。タンガラトントンを「新しい世界」、それ以外の世界を「古い世界」と呼んだり、時々突然いなくなり暫く姿を見せないなど謎が多い人物。

## ニューヨーク～ウンゴロ連邦
ニューヨークはパリと並ぶ実名都市。海底火山の爆発でネッシー号ごと飛ばされて到着。プリンプリン一行は熱烈な歓迎を受け、ウンゴロ連邦の国連代表に「プリンプリンはウンゴロ姫である」と告げられる。ウンゴロ連邦は南洋の連邦国家。かつての統治者・パメパメハ大王を祭っている。
ドンマイ
声 - 中村恵子
ウンゴロ連邦の国連代表部の女性。かなりガタイが大きくアクションも大きい人物。プリンプリンを「ウンゴロ姫」と呼んでウンゴロ連邦にかなり強引に連れて行こうとする。
ガッテン
声 - 富山敬
ウンゴロ連邦に住む漁師の娘。容姿はプリンプリンに瓜二つだが、声や話し方が全く違う。当年18歳で地元の男性と結婚式を挙げた。
魔術団の団長
声 - 里見京子
アブラカタブラオープンセサミ大魔術団の女団長。各国を巡業しており、その途中でウンゴロ連邦に寄っていた。人を箱から消し去ってしまう魔術が得意。オサゲを気に入り魔術のアシスタントにスカウトしようとして断られるが、その縁でプリンプリンたちはランカーの目を盗むため、彼女の乗る船に同行させて貰う。その後プリンプリン一行ともに幽霊船に移乗してガランカーダへ向かう。ランカー曰く、彼の亡き母親に似ているらしい。

## ガランカーダ
トントンの調査によりプリンプリンの祖国らしいと判明した国。プリンプリン一行はガランカーダに向かう幽霊船に乗って漂着する。実はランカーの故郷。インドもしくは東南アジア風のデザインモチーフが用いられており、ガムランによくにた鐘楽器による印象的なテーマ曲が流された。途中タンガラトントンに行った後、再度この国に帰還するが、プリンプリンは行方不明の王女とは別人と判明した。プリンプリンたちは本当のお母さんから届いた手紙を頼りに新たな旅へと出発し、3年に渡った物語はエンディングを迎えた。

### ランカータウン
ランカーが経済援助の名目で、ガラキンの借金を肩代わりした見返りにもらった、ガランカーダの不毛の砂漠の土地に、プリンプリンとの愛の巣にするために建設した人工都市。最初はランカータウンと名乗っていたが、やがてプリンプリン&ランカータウン、物語終盤には独立国、プリンプリン&ランカータウンカントリーと名を改めてゆく。ランカーは「祖国がないのであれば、わしが祖国をプレゼントしてやろう。ここを祖国とすればよいではないか」と、最終手段を持ち出してプリンプリンに結婚を迫る。
ランミー
声 - 緒方賢一
ランカーの実家に住んでいる、13人兄弟の末っ子。海岸で倒れていたプリンプリンを助ける。兄のランカーが世界的な闇の商人になっていることは知らない。プリンプリン&ランカータウンカントリーでは町建設および運営を取り仕切る立場に就任した模様。
ガラキン
声 - 辻村真人
ガランカーダの国王。一人娘のカーダ姫にプリンセスとしての心構えを身につけさせようと、プリンプリンを家庭教師にする。借金漬けのためいつも取立人に怯え、客が来る度に箱の中や床下に隠れてしまう。魔術団の団長に自身が隠れるための「いないいないボックス」を製作してもらう。
カーダ姫
声 - 佐々木るん
当年10歳になるガランカーダの姫。宮殿には友達がいないため寂しい思いをしていたが、ガラキン王が家庭教師につけたプリンプリンに友達になってほしいと頼む。5つ年上の姉がいたが、生まれてすぐ名前をつけられる前に失踪してしまったことをプリンプリンに語る。
ガラン
声 - 新道乃里子
猿の谷に住む猿の女王。猿の面を付けていたが、実は10年ほど前猿にさらわれた娘を探す中で誤って猿の谷に転落してしまい、戻ることが出来なくなってしまったガランカーダの王妃だった。暴走した地底装甲車モグラディーにのって谷に来たプリンプリンの連絡で救出され、王宮でガラキンやカーダ姫と再会する。
プリンプリンの母
声 - 新道乃里子
どこに住んでいるかわからない、プリンプリンの本当の母親。猿の谷の塔のてっぺんに、彼女からプリンプリンに宛てた手紙があるのを花のアナウンサーが発見。手紙には「港へ行き『希望」』という名前の船に乗って旅に出なさい」と書かれていた。このフレーズはエンディングテーマの歌詞をフィーチャーしたものである。声のみの登場だった。

## タンガラトントン
物語序盤よりオサラムームーと共にモンキーの出身地、つまりプリンプリンの祖国の候補としてその名が登場していた国。かつては北の小さな島国だったが、エメラルドグリーンに輝く未知のエネルギー物質を発見したことから、ありとあらゆるものが機械化・自動化された超科学文明国へと変貌した。エネルギー物質掘削のため地下をどんどん掘り進んでいったため、現在は海底にある機械化都市で住民は生活している。そのためデルーデルからタンガラトントンを目指した時には見つからなかった。エネルギー物質の影響かどうかは明らかにされていないが、何十年も前のある日を境に突如子供が生まれなくなっていることから、プリンプリンの祖国ではないことが判明。現在では老人と人間そっくりのロボットとロボットに改造された人間のみが暮らしている。ロボットたちは自らを工場で生産することにより人口を増やしており、ロボットたちが新たなタンガラトントンの主となりつつある。
プリンプリンと行動を共にしていた知的な青年トントンが実はロボットであり、人間の長老たちに補佐されてタンガラトントンを治める王子であることが判明。そのトントンに「機械の体になって結婚してほしい」と告げられたプリンプリンは大きなショックを受ける。プリンプリンはトントンの申し出を断り、本当の祖国探しのために再びガランカーダに帰還する。
老婆
声 - 堀絢子
何十年も前に生まれた最後の赤ちゃん。プリンプリンが「自分の若い頃にそっくり」と語っており、実際髪型などはプリンプリンそっくりだった。プリンプリンと結婚しようとするトントンに向かって「プリンプリンがロボットになってまでタンガラトントンで暮らすことが本当に幸せなのか」と静かに問い掛ける。